# Skrzydełko

Szkielet gołębia ze skrzydełkiem (nr 27)

Skrzydełko (alula) – grupa 2–6 piór, wyrastających z kości kciuka ptaka. W trakcie lotu wygasza zawirowania powietrza, które opływa skrzydło, co zmniejsza jego opór.